# Малайзийско-японские отношения
Малайзийско-японские отношения — двусторонние дипломатические отношения между Малайзией и Японией, установленные в 1957 году. Малайзия превратилась в одного из основных поставщиков сжиженного природного газа в Японию, а созданные на японские средства проекты обеспечили работой более 400 тысяч малайзийцев. Двусторонний товарооборот в 2021 году достиг 35,9 млрд долларов.

## История
Территория Малайзии была оккупирована Японией во время Второй мировой войны. Дипломатические отношения между Малайзией и Японией были установлены в 1957 году.
В 2010 году между Малайзией и Японией было установлено расширенное партнёрство. В 2015 году отношения были повышены до стратегического партнёрства.
В марте 2022 года в Малайзию был направлен в качестве специального представителя Фумио Кисиды Синдзо Абэ. В мае 2022 года Японию посетил премьер-министр Малайзии Исмаил Сабри Яакоб. В октябре 2022 года Малайзию посетил министр иностранных дел Японии Ёсимаса Хаяси.

## Экономические отношения
В 1956 году Япония начала оказывать Малайзии официальную помощь развитию. В 1987 году японцы начали разведку нефти у побережья Саравака.
В 2005 году между Малайзией и Японией было заключено соглашение об экономическом партнёрстве. Двусторонний товарооборот в 2021 году достиг 35,9 млрд долларов. Малайзия поставляла в Японию нефть, природный газ, электронику. В 2021 году 13,6 % японского импорта сжиженного природного газа поступило из Малайзии. Японский импорт в Малайзию был представлен электроникой, продукцией машиностроения и автомобилями.
Общий объём накопленных японских инвестиций в Малайзии за 1980—2021 годы составил 27,9 млрд долларов. По состоянию на 2021 год в Малайзии работали 1544 японских компаний, были реализованы 2709 производственных проектов, которые дали рабочие места около 400 тысяч малайзийцев.
На 2019 год общая сумма официальной помощи развития, предоставленной Японией Малайзии, превысила 10 млрд долларов, из которых около 90 % составляли кредиты.

## Военное сотрудничество
В феврале 2007 года состоялись первые трёхсторонние учения Малайзии, Таиланда и Японии по борьбе с пиратством.
В 2012 году Япония передала Малайзии два патрульных судна. В январе 2023 года Малайзии были предоставлены четыре акустических устройства дальнего действия для отражения незаконных вторжений в воды.
По состоянию на 2023 год осуществлялось взаимное обучение: японские курсанты учились в колледже Вооружённых сил Малайзии, а малайзийские курсанты обучались в Национальной академии обороны Японии.

## Сотрудничество в сфере образования
Более 26 тысяч малайзийцев прошли обучение в Японии на стипендии малайзийского правительства. В 2000 году в Пенанге был создан Японско-малайзийский технический институт. В 2011 году был основан Малайзийско-японский технологический институт, где обучение производилось на технических специальностях по японской программе.